# Día Mundial del Sida

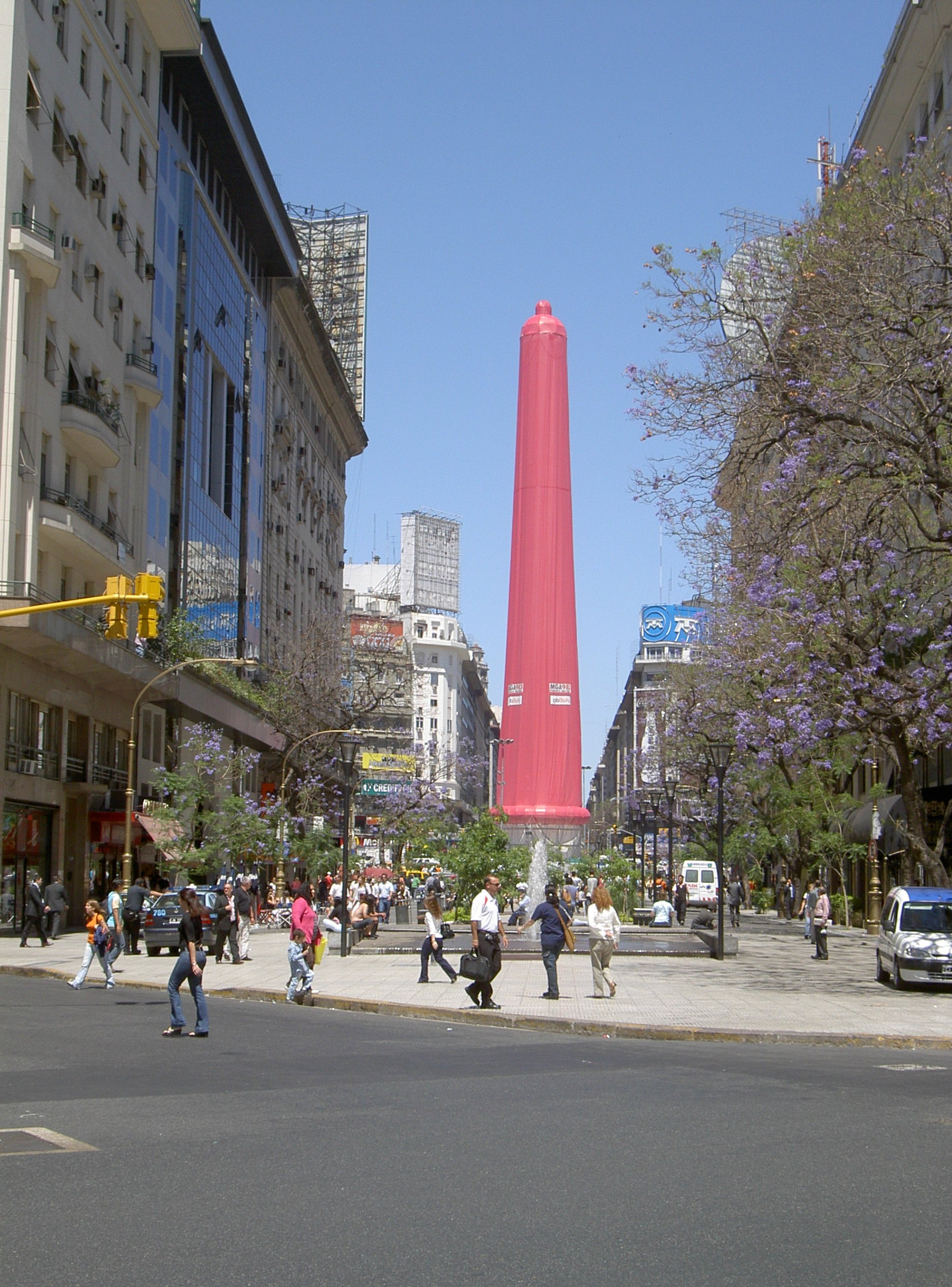
Obelisco de Buenos Aires (Argentina) vestido con un condón, en conmemoración del Día Mundial de la Lucha contra el Sida (2005)

El Día Mundial del Sida se conmemora el 1 de diciembre desde 1988 y fue proclamado por la Organización Mundial de la Salud (OMS) en ese mismo año.

## Proclamación
El Día Mundial del Sida fue proclamado el 27 de octubre de 1988 por la Organización Mundial de la Salud (OMS) y respaldado por la Asamblea Mundial de la Salud y la Asamblea General de las Naciones Unidas. La idea surgió en 1987 por James W. Bunn y Thomas Netter, oficiales del Programa Mundial sobre el Sida de la OMS. La proclamación surgió en la Cumbre Mundial de Ministros de Salud de 1988, en el marco del Año de la Comunicación y la Cooperación sobre el sida. El objetivo principal era concienciar sobre el VIH/sida, apoyar a quienes viven con el virus, recordar a quienes han fallecido y movilizar a la comunidad global para combatir la epidemia mediante la prevención, la mejora del acceso a tratamientos y la reducción del estigma.

## Conmemoración
La conmemoración del 1 de diciembre fue elegida por su impacto mediático para maximizar la sensibilización pública. La primera conmemoración tuvo lugar en 1988, convirtiéndose en el primer día internacional dedicado a la salud. Desde entonces, se ha convertido en una fecha clave para recordar a las víctimas de la epidemia y reconocer los avances en la prevención y tratamiento del VIH, incluyendo el acceso a los antirretrovirales y los servicios de prevención.
Las actividades de este día incluyen campañas de sensibilización, conferencias, y el uso del lazo rojo como símbolo de solidaridad y apoyo a las personas afectadas por el VIH. Las comunidades, especialmente aquellas formadas por personas que viven con el VIH o en riesgo de contraerlo, desempeñan un papel fundamental al conectar a las personas con servicios de salud centrados en el paciente, generar confianza, supervisar la implementación de políticas y responsabilizar a los proveedores de servicios y gobiernos.
Entre 1988 y 2004, ONUSIDA fue la encargada de organizar el Día Mundial del Sida, seleccionando anualmente un tema en consulta con la sociedad civil y otras agencias involucradas. Desde 2004, la Campaña Mundial contra el Sida (WAC), asumió su organización, pero ONUSIDA sigue desempeñando un papel clave en la promoción y orientación estratégica del día. Los temas elegidos reflejan las prioridades de cada época en la lucha contra el VIH y se utilizan para exigir a los gobiernos que cumplan sus compromisos.
En 2011, ONUSIDA propuso cambiar el nombre de Día Mundial de la Lucha contra el Sida a Día Internacional de la Acción contra el Sida con el objetivo de eliminar la connotación belicista de la palabra “lucha”. Este cambio reflejó un enfoque más inclusivo y proactivo. Desde 2021, el día se conoce comúnmente como Día Mundial del Sida, lo que refuerza su carácter global y su misión de concienciar sobre la epidemia.
En 2022, se registraron 480.000 nuevas infecciones de VIH entre jóvenes de 10 a 24 años, de los cuales 140.000 eran adolescentes de entre 10 y 19 años, lo que subraya la necesidad de seguir fortaleciendo la prevención y la educación. La Educación Integral en Sexualidad (CSE) es esencial para empoderar a los jóvenes en la prevención del VIH, evitar embarazos no deseados y otras infecciones de transmisión sexual (ITS), y fomentar relaciones saludables basadas en el respeto mutuo. Esta educación conecta a los jóvenes con los recursos y servicios de salud necesarios, desempeñando un papel fundamental en la lucha contra la epidemia.

## Temas
Lista de temas en inglés 1988-2023 y lista de temas en ONUSIDA 2011-2023
- 1988: Communication, (‘Comunicación’)
- 1989: Youth, (‘Juventud’)
- 1990: Women and AIDS, (‘Las mujeres y el SIDA’)
- 1991: Sharing the Challenge, (‘Compartiendo el desafío’)
- 1992: Community Commitment, (‘Compromiso de la comunidad’)
- 1993: Act, (‘Actuar’)
- 1994: AIDS and the Family, (‘El SIDA y la familia’)
- 1995: Shared Rights, Shared Responsibilities, (‘Derechos compartidos, responsabilidades compartidas’)
- 1996: One World and One Hope, (‘Un mundo y una esperanza’)
- 1997: Children Living in a World with AIDS, (‘Niños viviendo en un mundo con SIDA’)
- 1998: Force for Change: World AIDS Campaign with Young People, (‘Fuerza para el cambio: Campaña mundial del SIDA con jóvenes’)
- 1999: Listen, Learn, Live: World AIDS Campaign with Children and Young People, (‘Escucha, aprende, vive: Campaña mundial del SIDA con niños y jóvenes’)
- 2000: AIDS: Men Make a Difference, (‘El SIDA: los hombres marcan la diferencia’)
- 2001: “I care. Do you”?, (‘A mí me importa. ¿Y a ti?’)[12]
- 2002-2003: Stigma and Discrimination, (‘Estigma y discriminación’) - ¡Vivir y dejar vivir![13][14]
- 2004: Women, Girls, HIV and AIDS, (‘Mujeres, niñas, VIH y SIDA’)![15]
- 2005: Stop AIDS: Keep the Promise, (‘Frena el SIDA: mantén la promesa’)[16]
- 2006: Stop AIDS: Keep the Promise – Accountability, (‘Detén el SIDA: mantén la promesa – Responsabilidad’) - Detener el SIDA: mantener la promesa[17]
- 2007: Stop AIDS: Keep the Promise – Leadership, (‘Frena el SIDA: mantén la promesa – Liderazgo’) - Toma la iniciativa. Detén el SIDA. Mantén la promesa[18]
- 2008: Stop AIDS: Keep the Promise – Lead – Empower – Deliver, (‘Frena el SIDA: mantén la promesa – Lidera – Empodera – Entrega’) - Lidera, empodera, actúa[19]
- 2009-2010: Universal Access and Human Rights, (‘Acceso universal y derechos humanos’)[20][21]
- 2011: Getting to Zero, (‘Llegar a cero’)[22]
- 2012: Together we will end AIDS, (‘Juntos acabaremos con el SIDA’) - Llegar a cero[23]
- 2013: Zero Discrimination, (‘Discriminación cero’)[24]
- 2014: Close the gap, (‘Cerremos la brecha’)[25]
- 2015: On the fast track to end AIDS, (‘En la vía rápida para acabar con el SIDA’)[26]
- 2016: Hands up for #HIVprevention, (‘Levantemos las manos por la #prevenciónVIH’)[27]
- 2017: My Health, My Right, (‘Mi salud, mi derecho’)[28]
- 2018: Know your status, (‘Conoce tu estado serológico’)[29]
- 2019: Communities make the difference, (‘Las comunidades marcan la diferencia’)[30]
- 2020: Global solidarity, resilient services, (‘Solidaridad globla, servicios resilientes’)[31]
- 2021: End inequalities. End AIDS. End pandemics, (‘Poner fin a las desigualdades. Poner fin al SIDA. Poner fin a las pandemias’)[32]
- 2022: Global Solidarity, Shared Responsibility, (‘Solidaridad global, responsabilidad compartida’) - ¡Igualdad Ya![33]
- 2023: Let Communities Lead, (‘Que lideren las comunidades’)[34]